# Cratere Revati
Revati è un cratere sulla superficie di Caronte.